# Tabanus charrua
Tabanus charrua är en tvåvingeart som beskrevs av Coscaron 1980. Tabanus charrua ingår i släktet Tabanus och familjen bromsar. Inga underarter finns listade i Catalogue of Life.